# Gravitation
För andra betydelser, se Gravitation (olika betydelser).

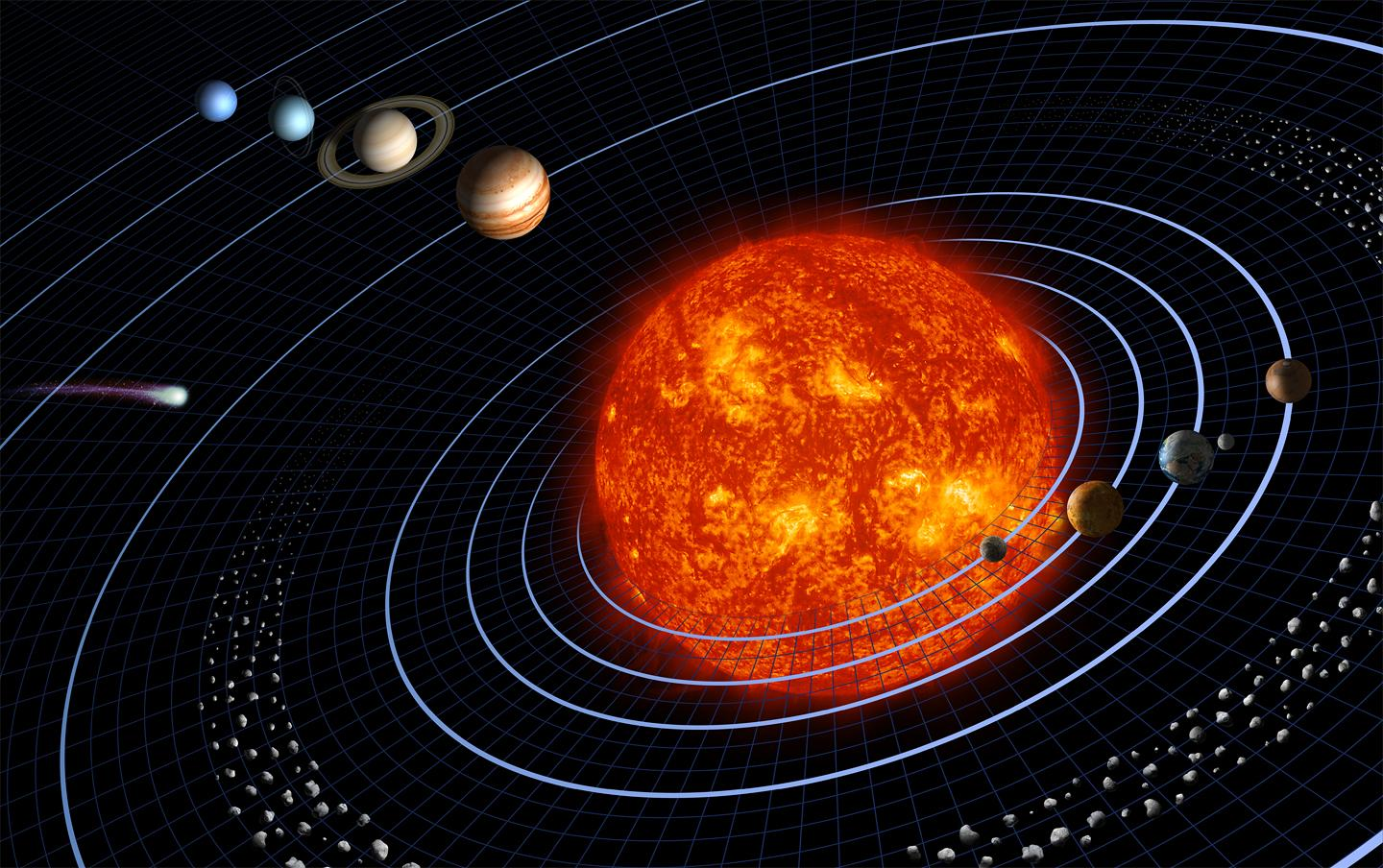
Gravitationen håller solsystemets planeter i omloppsbana kring solen.
Notera: Bilden är ej skalenlig.

Gravitation (av latin gravis = tung), i vardagligt tal ofta likställd med tyngdkraft, är en av universums fyra fundamentala krafter. Det är den attraherande kraft som massor utsätter varandra för, och ger upphov till det som vi kallar massans tyngd.
Exempel på fenomen som beror på gravitation:
- Gravitationen är det som håller oss kvar på jorden.
- Ett föremål som man tappar greppet om faller till golvet.
- Jordens gravitation håller månen kvar i dess bana runt jorden.
- Månens gravitation orsakar de stora tidvattenvågorna på jorden.

Gravitation är en av de mindre utforskade krafterna. En starkt bidragande orsak till det är att gravitationen är så oerhört svag att det är svårt att utföra experiment i laboratorier; att den är så betydelsefull beror på att den är den enda kraft som är enbart attraherande (till skillnad från exempelvis den elektriska kraften) och därmed främst har betydelse på stora avstånd.
Det första försöket att beskriva gravitationen gjordes av Isaac Newton, som insåg att det är samma grundläggande kraft som får föremål på jorden att falla till marken, som håller till exempel månen i sin bana runt jorden, även om han medgav att han inte hade en aning om hur en sådan ”verkan på avstånd” fungerade rent fysikaliskt. Med den allmänna relativitetsteorin beskrivs gravitationen som en krökning av rummet (och tiden), och vad vi ser som en kraft som får massor att accelerera mot varandra är då en direkt konsekvens av att de färdas i ”räta linjer” i denna böjda rumtid. I en populär modell tänker man sig en uppspänd gummiduk på vilken massorna ligger och orsakar att duken i närheten sjunker ned en bit.
Kvantmekaniken förutsäger att gravitation liksom andra krafter förmedlas av en partikel, som i detta fall kallas graviton. Denna partikel är dock ännu ej experimentellt verifierad.

## Newtons formulering
Newtons formulering av tyngdkraften (Newtons gravitationslag) är att två massor m1 och m2 påverkar varandra med en attraherande kraft av storleken
{\displaystyle F={\frac {Gm_{1}m_{2}}{r^{2}}}}
där G = (6,67384 ± 0,0007) · 10−11 N · m²/kg² är en konstant, gravitationskonstanten, och r är avståndet mellan de två massornas masscentra. Denna formel visade sig fungera väl i de allra flesta fall, exempelvis följer Keplers lagar för planeternas rörelse direkt ur Newtons gravitationslag (applicerad tillsammans med Newtons andra rörelselagar). 
Två fall där Newtons lagar ger märkbara avvikelser är dels gravitationell avböjning av ljus, dels planeten Merkurius bana, vars perihelium flyttar sig snabbare runt solen än vad Newtons lag förutsäger.
Le Sages gravitationsteori var en samtida kinetisk teori, som sökte förklara Newtons lag med små osynliga strömmande partiklar, vilka påverkar materiella objekt från alla håll. Två materiella kroppar skärmar varandra delvis från infallande partiklar, vilket tenderar att driva dem samman. Denna teori sysselsatte många kända fysiker fram till början av 1900-talet, utan att nå slutlig acceptans.

## Einsteins formulering

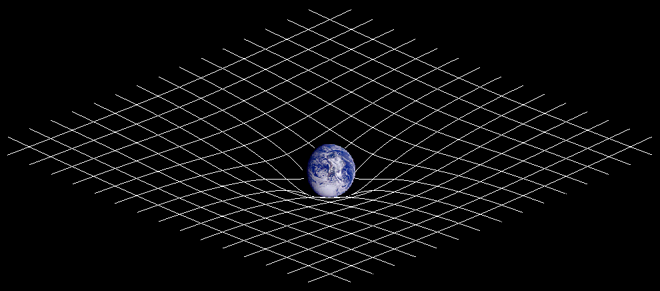
Gummiduk som böjs runt en massa (jorden).

Einsteins speciella relativitetsteori tar inte hänsyn till att ett objekt inte omedelbart kan påverka andra objekt i sin omgivning via någon omedelbar ”verkan på avstånd”, då ingen information kan färdas mellan två interagerande kroppar snabbare än ljuset. Istället utvecklade Albert Einstein sin allmänna relativitetsteori som beskriver rummet och tiden som ett fyrdimensionellt rum, vanligen kallad rumtiden, som kröks av en närvarande massa. En kropp i rörelse i rumtiden rör sig då längs ”räta linjer”, geodeter, som ur ett rent rumsligt perspektiv kan se ut att böja sig runt massor. Denna avböjning från vad som ur det rent rumsliga perspektivet ser ut som en rät linje kan då förklaras som Newtons ”gravitationskraft”.
Denna tolkning av gravitationen är mer korrekt än Newtons, men i svaga gravitationsfält, exempelvis för förhållanden på jorden, är skillnaden så liten att Newtons formel används för de flesta tillämpade beräkningar, i synnerhet i de fall då massorna rör sig långsamt och över små avstånd i svaga gravitationsfält. Den allmänna relativitetsteorin behövs dock till exempel för att beskriva universums utveckling i kosmologin och för att studera svarta hål, samt även i mer vardagsnära sammanhang som för satellitbaserade GPS-system.
Den allmänna relativitetsteorin förutsäger att gravitationen utbreder sig med ljusets hastighet, liksom den elektromagnetiska kraften. Detta har visat sig notoriskt svårt att mäta; ett av de första försöken gjordes 2002 av Sergei Kopeikin och Edward Fomalont som hävdar att resultaten stödjer antagandet om att gravitationen och ljuset utbreder sig lika snabbt. Detta experiment har kritiserats för att det egentligen bara mäter ljusets hastighet på ett väldigt omständligt sätt. Det verkliga sättet att mäta gravitationens hastighet är genom att detektera gravitationsvågor. Där var GW170817 viktig, en kollision mellan två neutronstjärnor som 2017 kunde observeras både med gravitationsvågor och elektromagnetisk strålning.

## Gravitation och kvantmekanik
Inte heller den allmänna relativitetsteorins tolkning tros vara helt fullständig, då den inte är förenlig med kvantmekaniken, eller tvärtom. Många försök har gjorts att införa gravitationen som en kraft som liksom andra krafter i kvantmekaniken förmedlas av en partikel, en graviton. Några få har utgått ifrån att den allmänna relativitetsteorin är generell och försökt kombinera den med kvantmekaniken den vägen. Problemet är att de mest lyckade föreslagna teorierna om kvantgravitation ännu inte åstadkommit förutsägelser, med vilka man kan avgöra vilken av dessa som är den rätta – om ens något av de nuvarande förslagen är det. Se vidare:
1. Slingkvantgravitation
2. Strängteori
3. "Teori om allt"

## Gravitation i vardagen

Jämförelse av den hastighet en kropp får av gravitationen utmed olika kurvor. Den snabbaste vägen, här den röda kurvan, kallas brachistochron.

Ur ett vardagligt perspektiv kan man föreställa sig att jordens massa är konstant (ungefär 5,97 × 1024 kg), homogent fördelad och att avståndet till jordens centrum är i praktiken konstant, ungefär 6 400 km. Därmed ger jordens gravitationsfält upphov till en tyngdkraft på ett föremål i närheten av jordytan, som kan beräknas som produkten av föremålets massa och tyngdaccelerationen g, vars värde är knappt 10 m/s².
Eftersom jorden varken är sfärisk eller homogen så varierar det exakta värdet beroende på var på jorden man befinner sig. För överslagsberäkningar duger ofta 10 m/s², för mer noggranna beräkningar krävs ett mer precist värde. Vid omvandling av enheter mellan det äldre MKSA-systemets kilopond och Internationella måttenhetssystemets newton gäller att 1 kilopond är exakt 9,80665 N. Detta siffervärde fastställdes 1901 av 3:e Allmänna konferensen om mått och vikt och avsåg orter på 45° latitud. Ett precisare värde för godtycklig latitud definierades 1930 genom en formel som bygger på att jorden är en homogen rotationsellipsoid, se den Internationella tyngdkraftformeln. För en ort i Sverige med ospecificerad latitud bör man använda g = 9,82 m/s².
Om man behöver exaktare tyngdacceleration än ungefär ±0,0005 m/s² bör man använda speciellt uppmätta värden för den aktuella orten. Sådana data kan i Sverige erhållas från Lantmäteriet. Det är myndigheten Sveriges geologiska undersökning som utfört mätningarna. Den uppmätta tyngdaccelerationen påverkas också av centripetalkraften från jordens rotation, vilket påverkar omkring 0,03 m/s² vid ekvatorn.